# The Candidate for Goddess
The Candidate for Goddess (女神候補生, Megami Kōhosei) é um mangá japonês criado por Yukiru Sugisaki. Foi adaptado em 12 episódios de anime em 2000 pela Xebec, uma subsidiària da Production I.G. Um décimo terceiro episódio foi lançado em 2002 sob a forma de um OVA. Episódios inéditos atualmente estão em circulação na América do Norte.
O anime foi intitulado Pilot Candidate na América, sendo exibido pelo Animax no Brasil (como Piloto Candidato) e América Latina e Adult Swim nos Estados Unidos embora a série de anime tenha sido destinada ao Toonami, pois seu conteúdo já havia sido editado.

## Enredo
É o ano de 4084. Já faz mais de mil anos desde a crise dos sistemas (chamados Lost Property), que resultaram na destruição de quatro sistemas planetários, deixando apenas um único planeta habitável, chamado Zion. A Humanidade é forçada à viver em colônias espaciais, uma vez que é um planeta constantemente invadido por formas de vidas extraterrestres, assim muitos são pegos como vítimas. Para cessar as formas de vida estrangeiras e permitir que as pessoas cheguem a terra de Sião, a Humanidade desenvolveu uma quantidade astronômica de armas humanóides, conhecidas como Ingrids ou simplesmente deusas. Na AOD (Academia de Operações Deusa), os cadetes são treinados para pilotar esses Ingrids. Cada piloto tem um poder especial chamado EX, no que pode consistir de uma série de habilidades exclusivas, tais como congelar o tempo ou para se movimentar numa velocidade extrema.

## Personagens

### Candidatos Deusa
Zero Enna (ゼロ・エンナ (苑名 零), Enna Rei)
- Dublado por: Yukimasa Obi
- Reparador: Kizna Towryk
- Número do candidato: 88

Zero (nome verdadeiro "Rei", é o kanji que representa o 0), perdeu seu pai quando ainda era muito jovem e foi criado por sua mãe em uma colônia remota. É alegre e otimista, mas esconde seus medos e se recusa a quase sempre reprimi-los. Sua personalidade é simplista mas otimista, na qual às vezes pode irritar aos outros. Um pouco distraído, ele não é o candidato mais inteligente, mas pode se mover melhor do que todos os outros. Suas habilidades de pilotagem são com o carbono que não tenha sofrido transformações em diamantes. Zero ainda não dominou seu EX.
Hiead Gner (ヒイード・グナー, Hiīdo Gunā)
- Dublado por: Susumu Chiba
- Reparador: Ikhny Allecto
- Número do candidato: 87

É orfão da guerra forçada a passar por muitas dificuldades, Hiead tem um forte ódio por pessoas nascidas em berço-de-ouro. Frio e aparentemente sem emoções, ele não confia em ninguém ou qualquer coisa, especialmente Zero. Estes rivais partilham as mesmas habilidades EX.
Clay Cliff Fortran (クレイ・クリフ・フォートラン, Kurei Krifu Fōtoran)
- Dublado por: Hiroyuki Yoshino
- Reparador: Saki Mimori
- Número do candidato: 89

O cérebro da classe, Clay veio para a AOD não para ser piloto, mas para estudar e teorizar. Sempre interessado em muitos assuntos diferentes dos habituais. Se surpreende dizendo as palavras "muito interessante".
Roose Sawamura (ルズ・サワムラ, Ruzu Sawamura)
- Dublado por: Yoshimichi Oumoto
- Reparador: Wreca Toesing
- Número do candidato: 85

Ele é o piloto 85. Antes ele era um pouco gordo, mas sua reparadora Wreca o pôs em uma dieta e forma rigorosa. Ele parece ter alguns sentimentos por ela.

## Música
Tema de abertura:
- "Aim for Zion, the planet of hope" (希望の星(ZION)をめざせ!, Zion wo Mezase!)
Composição e arranjo por: Tomoyuki Asakawa

Tema de encerramento:
- "Chance" (チャンス, Chansu): Curriculum 01 - 11
Letra por: Kyouku Tomita
Composição por: Koizumi Kouhei
Arranjo por: Zawa Ono
Música por: Koizumi Kouhei
- "Shimmering" (かがやき, Kagayaki): Curriculum 12
Letra por: Akira Okeya
Composição e arranjo por: Tomoyuki Asakawa
Música por: Koizumi Kouhei